# Petrov nad Desnou
Obec Petrov nad Desnou (německy Petersdorf an der Tess), zahrnující vesnici Petrov nad Desnou a osadu Terezín, se nachází při soutoku řek Desná a Merta v okrese Šumperk v Olomouckém kraji. Žije zde přibližně 1 200 obyvatel.

## Název
Nejstarší doklady jména vesnice ze 14. a 15. století jsou německé: Petersdorf - "Petrova ves" (snad podle rychtáře Petra zmíněného k roku 1391). Německé jméno může být původní, ale mohlo být také odvozeno od staršího českého Petrov či Petrovice. V 16. století bylo německé jméno počeštěno nejprve na Peterštorf, posléze na Petrovice. Z roku 1869 je v češtině poprvé doložena podoba Petrov, ale v dalších desetiletích se opět užívalo Petrovice. V roce 1924 byl připojen přívlastek nad Desnou (česky)/an der Tess (německy). Jméno Petrovice nad Desnou nesla vesnice do roku 1954, od následujícího roku pak dosavadní Petrov nad Desnou.

## Historie
Roku 1354 získala výsady zdejší rychta. Od 14. století patřil Petersdorf k panství Velké Losiny, s jeho rozdělením připadl k panství Vízmberk (tehdejší název Loučné). Od zavedení obecního zřízení byl Petersdorf samostatnou obcí, v letech 1938–1945 byla vesnice součástí obce Rapotín, od 9. května 1945 do 31. ledna 1946 součástí obce Sobotín, poté byl Petrov nad Desnou opět samostatnou obcí až do roku 1980, kdy byl i s Terezínem opět připojen k Sobotínu. V referendu v roce 1995 návrh na osamostatnění těsně neprošel, v září 2008 se pro odtržení vyslovilo téměř 84 % hlasujících. Od 1. ledna 2010 se Petrov nad Desnou s Terezínem opět oddělily od obce Sobotín, 8. a 9. ledna 2010 se zde konaly komunální volby.
Až do vysídlení Němců po druhé světové válce byl Petrov německou obcí s českou menšinou. Od roku 1519 stál v Petersdorfu kostel svaté Maří Magdalény, který však 26. července 1904 následkem blesku vyhořel a kvůli blízkosti kostela v Rapotíně již nebyl obnoven, ale rozebrán na materiál. Obec byla dějištěm selských povstání. Zdejší kraj je také proslulý čarodějnickými procesy, jimž padla roku 1686 za oběť i petrovická rychtářka Voršila Kolbová. V letech 1839 až 1931 byla na místě původního hamru strojírna, která patřila k železárnám bratří Kleinů. Od roku 1932 působil na území Petrova závod Velamos na výrobu jízdních kol.
Osada Teresienthal (dnes Terezín) vznikla na petrovických pozemcích roku 1789.

## Geografie a doprava
Petrov nad Desnou leží na levém břehu říčky Desná a při říčce Merta před soutokem s Desnou a kolem silnice I/11, mezi Sobotínem a Rapotínem. Terezín leží na levém břehu Desné před soutokem s Mertou, souběžně se silnicí I/44, která vede Rapotínem podél pravého břehu Desné.
Na jihu a východě do území obce spadají zalesněné hřebeny, hranice obce prochází kolem vrcholů Prostřední skála (718 m n. m.), Petrovský vrch (778 m n. m.) a na severovýchodě úbočím Kamenitého kopce (616 m n. m.). Při severním, východním i jižním okraji území obce obchází zeleně značená turistická trasa, nad Terezínem ji kříží žlutě značená trasa od petrovské železniční zastávky na Kamenitý vrch.
V Petrově se větví železniční trať 291, Železnice Desná, kterou po roce 1997 vlastní Svazek obcí údolí Desné. Na území Petrova nad Desnou se nachází tři železniční stanice nebo zastávky, a to Petrov nad Desnou, Petrov nad Desnou zastávka a Sobotín (na území obce Sobotín trať nedosahuje), zastávka Rapotín zastávka na druhé větvi tratě se nachází v blízkosti Terezína, již na území obce Rapotín.

## Části obce
- Petrov nad Desnou
- Terezín

## Fotografie

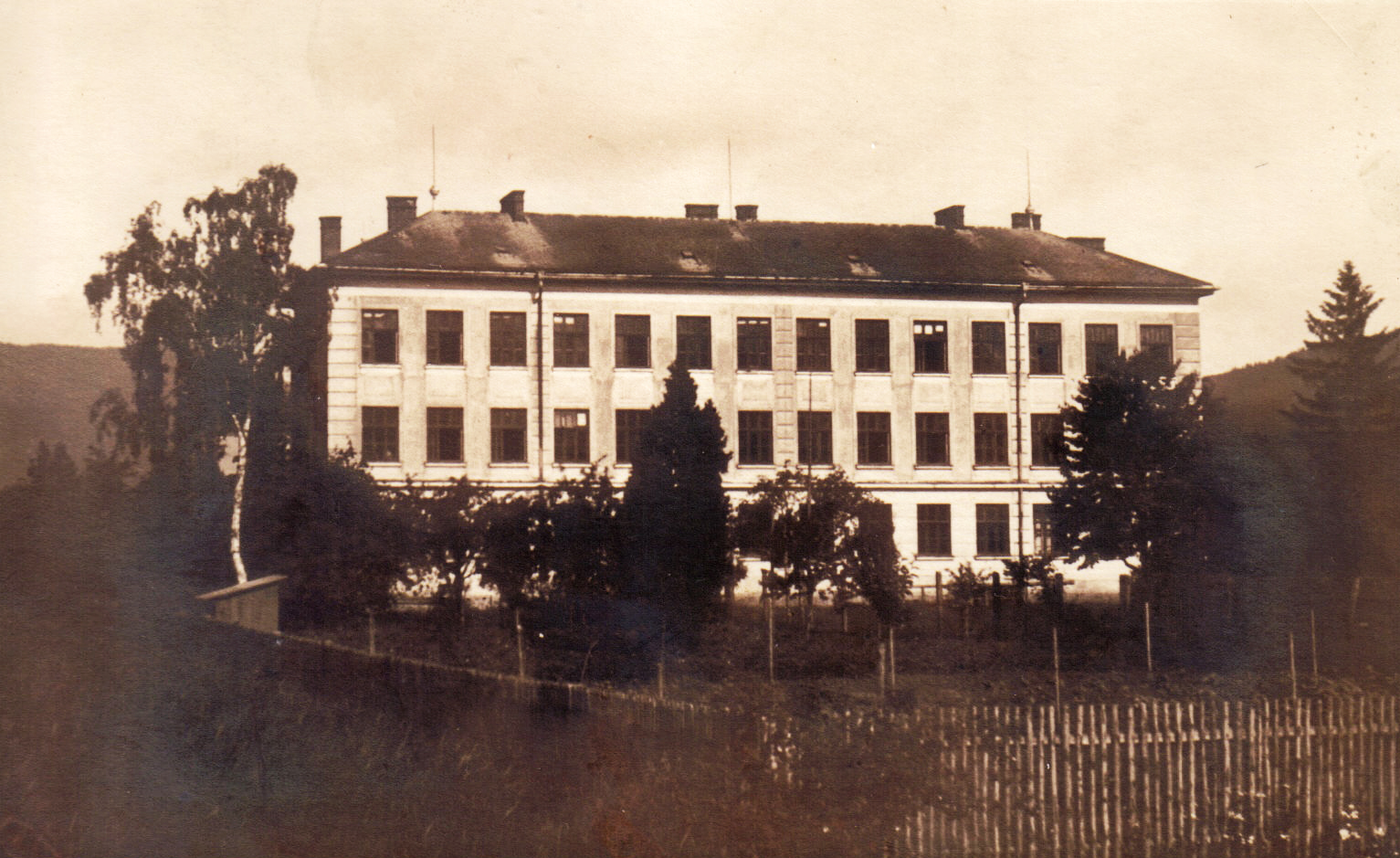
Škola (1951)
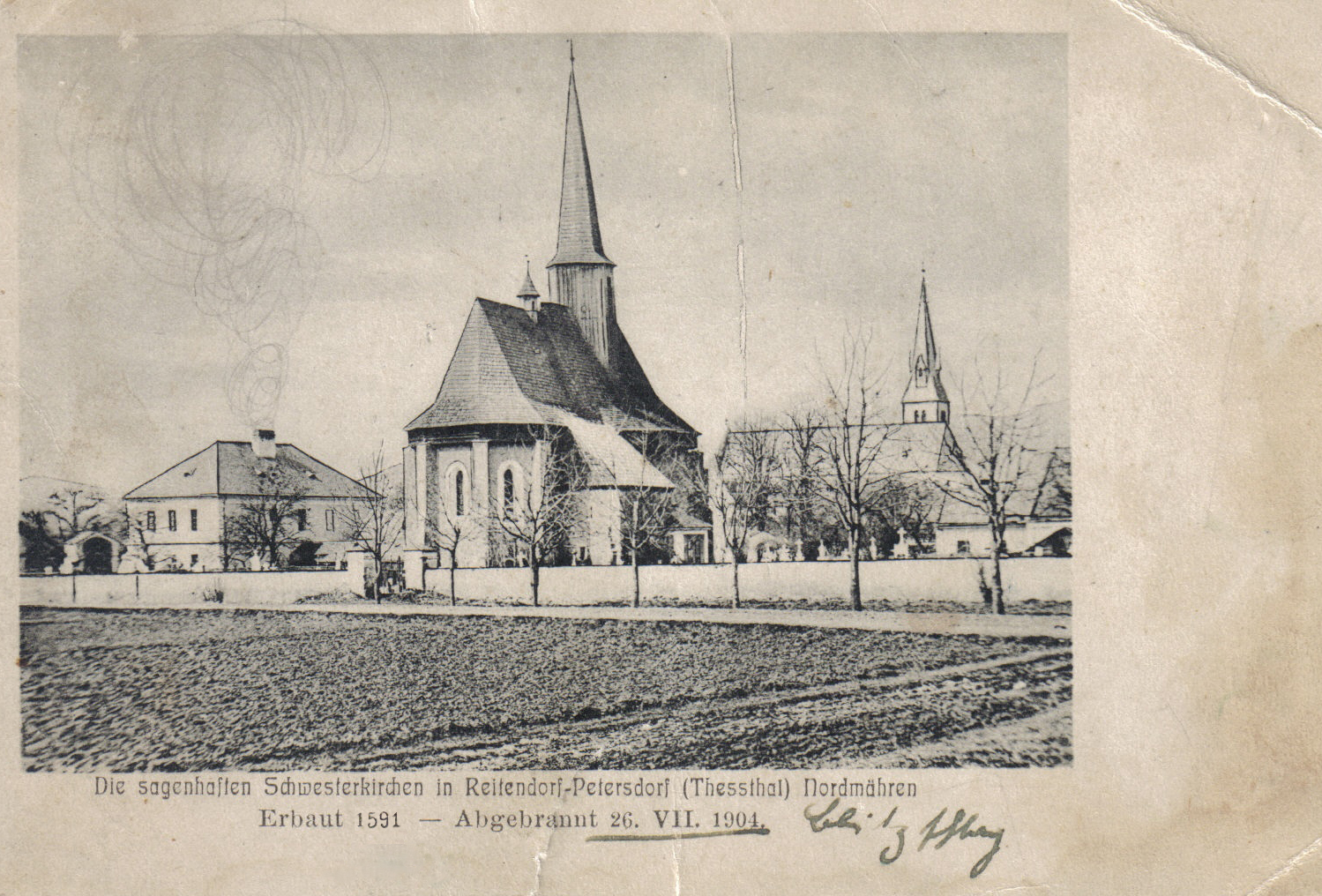
Kostel